# مسجد نور الله
مسجد نور الله هو مسجد يقع في عاصمة إقليم تتارستان قازان في روسيا.

## التاريخ
بدأ بناء المسجد عام 1845م على نفقة أحد التجار واكتمل بناؤه عام 1849م. يتكون من قبة واحدة ومنارة واحدة وقد تعرضت المنارة للدمار في عام 1929م، وبقيت كذلك حتى أعيد ترميم المسجد بين عامي 1990 و1995.